# Hatamoto

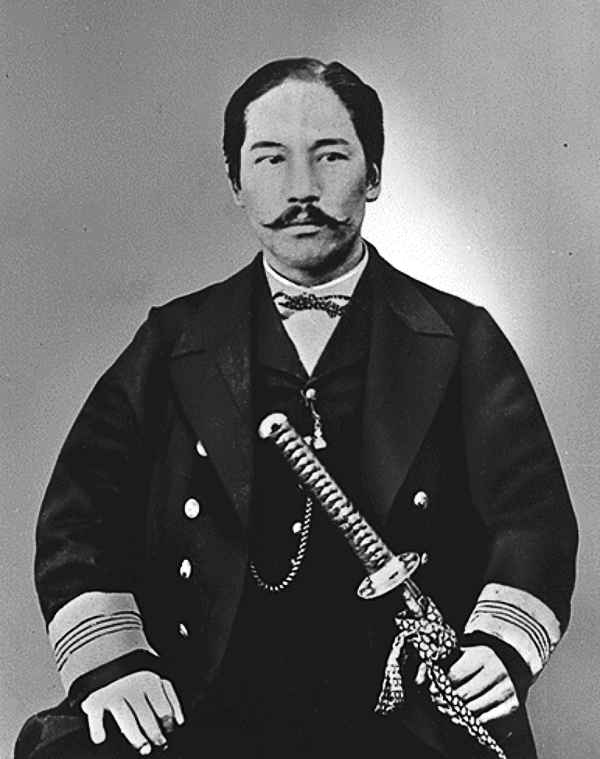
Enomoto Takeaki, fameux hatamoto à la fin de l'époque d'Edo.

Un hatamoto (旗本, « sous les drapeaux ») est dans le Japon féodal un garde officiel d'un daimyo ou d'un shogun. Caractérisés par l'utilisation du nodachi, ils sont souvent utilisés comme une force d'élite et en renfort rapide au service direct du shogunat Tokugawa. Contrairement aux daimyos, ils n'ont pas l'obligation de sankin-kōtai et possèdent un domaine de moins de 10 000 koku, leurs domaines étant groupés autour d'Edo.
Ils sont à la fois craints et respectés par les autres samouraïs pour leur allégeance directe au shogun, mais celle-ci implique aussi de maintenir un niveau de discipline plus élevé[incompréhensible]. Alors que les trois shogunats de l'histoire du Japon ont des obligés officiels, dans les deux précédents, ils sont appelés gokenin. Cependant, à l'époque d'Edo, les hatamoto sont des vassaux de la maison Tokugawa et les gokenin des vassaux de rang inférieur. Il n'y a pas de différence précise entre les deux en termes de niveau de revenu, mais les hatamoto bénéficient d’un droit d’audience auprès du shogun, ce qui est refusé aux gokenin. Le mot hatamoto signifie littéralement « à la base du drapeau » et est souvent traduit par « homme de bannière ».
Un autre terme pour les hatamoto de l'époque d'Edo est jikisan hatamoto (直参旗本), parfois rendu par « hatamoto shogunal direct », qui sert à illustrer la différence entre eux et la génération précédente de hatamoto qui ont servi différents seigneurs.

## Histoire
Le terme hatamoto date de la période Sengoku. Le terme est utilisé pour désigner les vassaux directs d'un seigneur, comme son nom l'indique, les hommes regroupés « à la base du drapeau ». Beaucoup de seigneurs disposent de hatamoto ; cependant, lorsque le clan Tokugawa accède au pouvoir en 1600, son système de hatamoto est institutionnalisé et c'est à ce système qu'il est fait référence de nos jours lorsque le terme est employé.
Aux yeux du shogunat Tokugawa, les hatamoto sont des obligés au service de la famille depuis l'époque de Mikawa. Toutefois, les rangs des hatamoto comprennent aussi des gens de l'extérieur des rangs héréditaires de la maison Tokugawa. Les familles de puissants vassaux provinciaux autrefois vaincus comme les Takeda, les Hōjō ou les Imagawa sont incluses, comme le sont les branches familiales des seigneurs féodaux.
Les héritiers de seigneurs dont les domaines ont été confisqués sont également inclus (par exemple, Asano Daigaku, frère d'Asano Naganori), ainsi que les figures du pouvoir local dans les régions éloignées du pays qui ne sont jamais devenus daimyos ; et les familles des shugo (gouverneurs) des époques de Kamakura et de Muromachi.
Parmi elles figurent les familles Akamatsu, les Besshō (branche des Akamatsu), les Hōjō, Hatakeyama, Kanamori, Imagawa, Mogami, Nagai, Oda, Ōtomo, Takeda, Toki, Takenaka (branche des Toki), Takigawa, Tsutsui et les Yamana. Le fait de devenir un hatamoto est connu sous le nom bakushin toritate (幕臣取立て).
De nombreux hatamoto prennent part à la guerre de Boshin de 1868, des deux côtés du conflit.
Les hatamoto restent vassaux du principal clan Tokugawa après la chute du shogunat en 1868 et suivent les Tokugawa dans leur nouveau domaine de  Shizuoka. Les hatamoto perdent leur statut avec tous les autres samouraïs du Japon à la suite de l'abolition des domaines en 1871.

## Rangs et rôles

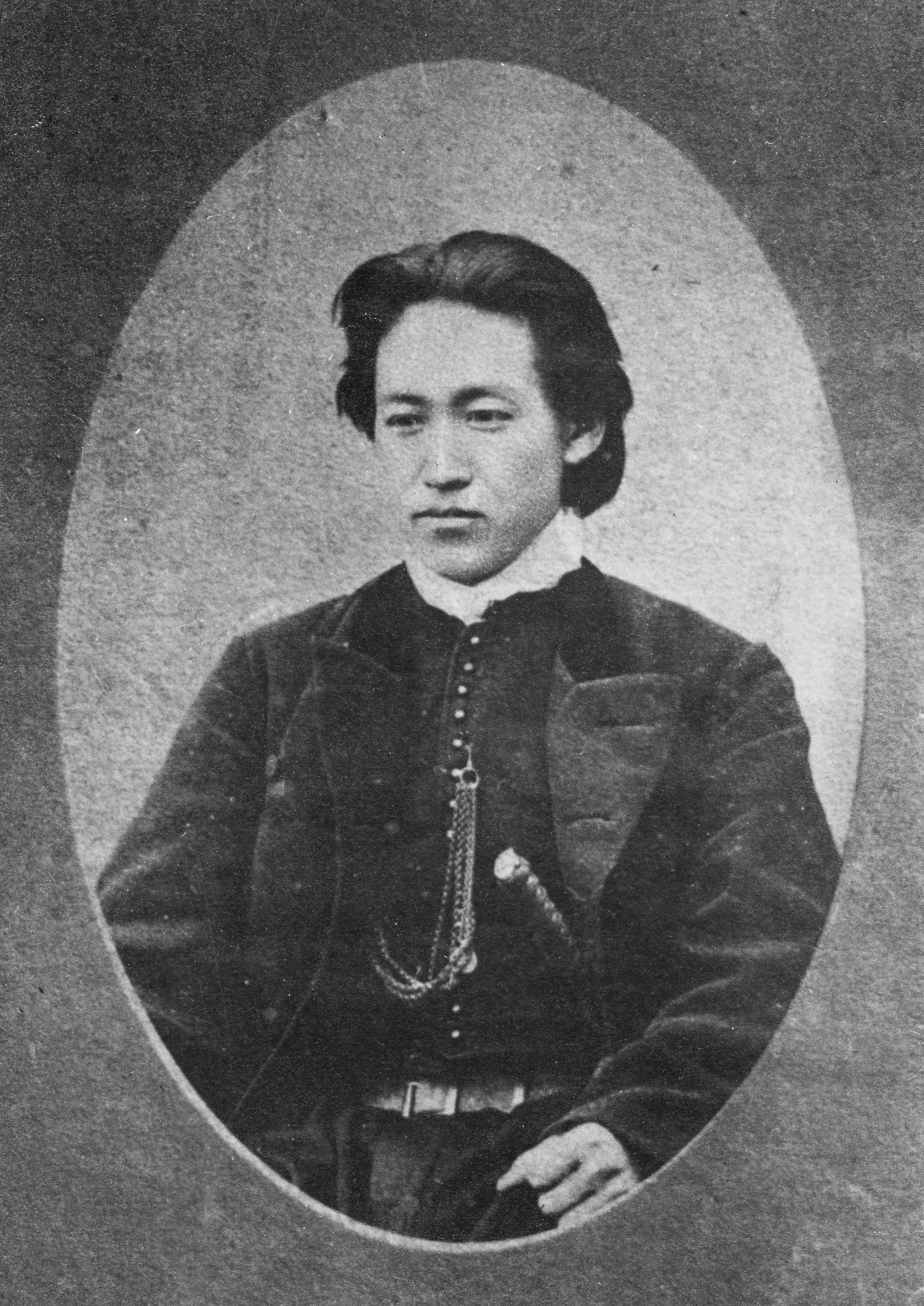
Hijikata Toshizo du shinsen gumi devient hatamoto peu après la fin de l'époque d'Edo.

La ligne entre les hatamoto et les gokenin, en particulier parmi les hatamoto de rang inférieur, n'est pas rigide, et le titre de hatamoto a plus à faire avec le rang qu'avec le niveau de revenu. Dans le contexte d'une armée, ils pourraient être comparés à des officiers. Tout au long de l'époque d'Edo, les hatamoto disposent de la possibilité, s'il possèdent un rang suffisamment élevé, d'un droit d'audience privée avec le shogun (ces hatamoto sont appelés ome-mie ijō).
Tous les hatamoto sont répartis en deux catégories : les kuramaitori, qui prennent leurs revenus directement des greniers Tokugawa, et les jikatatori, qui occupent des terres dispersées dans tout le Japon. Un autre niveau de distinction de statut parmi les hatamoto est la classe des kōtai-yoriai, chefs de familles de hatamoto et détenteurs de fiefs provinciaux, avec l'obligation au sankin kotai (résidence alternée) comme les daimyos. Cependant, comme les kōtai-yoriai sont des hommes aux revenus très élevés dans l'échelle des allocations pour hatamoto, tous les jikatatori hatamoto ne sont pas tenus au devoir de présence alternée. La ligne de démarcation entre les hatamoto supérieurs et les fudai daimyo — les seigneurs de domaine également vassaux de la maison Tokugawa — est de 10 000 koku.
Certains hatamoto peuvent se voir accorder une augmentation de revenus et donc l'accession au rang de fudai daimyō. Cependant, cela n'arrive pas souvent. Un exemple d'une telle promotion est le cas de la famille Hayashi de Kaibuchi (plus tard connue sous le nom domaine de Jōzai), d'abord jikatatori hatamoto, devenue fudai daimyō et plus tard amenée à jouer un rôle important lors de la guerre de Boshin, en dépit de la taille relativement modeste de leur domaine d'une valeur de 10 000 koku.
Le terme pour désigner les hatamoto aux revenus avoisinant les 8 000 koku ou plus est taishin hatamoto (« hatamoto supérieur »).
Les hatamoto qui vivent à Edo résident dans leurs propres quartiers privés et supervisent leur propre fonction de police et de sécurité. Les individus issus des rangs hatamoto peuvent occuper différentes fonctions dans l'administration Tokugawa, y compris le service dans la force de police comme yoriki (inspecteurs), magistrats municipaux, juges ou collecteurs de taxes directement des terres de la maison Tokugawa, membres des conseils wakadoshiyori et beaucoup d'autres positions, notamment dans les différents corps qui composaient la garde du shogun (shoin-ban, koshōgumi-ban, shimban etc.).
L'expression « huit mille hatamoto » (旗本八万旗, hatamoto hachimanhata) dans l'usage populaire servait à désigner leur nombre, mais une étude de 1722 estime ce nombre à environ 5 000 individus. En y ajoutant les gokenin, ce nombre représente environ 17 000 personnes.

## Hatamotocélèbres
Parmi les hatamoto connus se trouvent Nakahama Manjirō, Ōoka Tadasuke, Tōyama Kagemoto, Katsu Kaishū, William Adams, Enomoto Takeaki, Kajikawa Yoriteru et Hijikata Toshizō.

## Hatamotoet les arts martiaux
Les hatamoto ont patronné le développement des arts martiaux durant l'époque d'Edo. Plusieurs d'entre eux furent responsables du bon fonctionnement de dojos dans la région d'Edo et ailleurs. Deux hatamoto, Yagyū Munenori et Yamaoka Tesshū, furent les instigateurs du développement des arts martiaux.

## Dans la culture populaire
Les hatamoto apparaissent comme personnages dans la culture populaire avant même la fin de l'époque d'Edo. Les représentations récentes de hatamoto comprennent la série télévisée Hatchōbori no Shichinin, le manga Fūunjitachi Bakumatsu-hen et le manga Hidamari no ki d'Osamu Tezuka.
Le roman "Shogun" de 1975, écrit par James Clavell, verra son personnage principal John Blackthorne, être honoré du titre de Hatamoto. Il sera mis en image dans une mini-série en 1980, mettant en scène Richard Chamberlain en tant qu'Hatamoto. 
Une adaptation plus moderne et moins occidentale du roman a été produite par la chaîne de télévision FX network en 2024 et est disponible sur la plateforme de streaming Disney+.